# Linia kolejowa nr 704
Linia kolejowa nr 704 – pierwszorzędna, jednotorowa, zelektryfikowana linia kolejowa o znaczeniu państwowym łącząca stację Herby Stare ze stacją Herby Nowe.
Linia została otwarta 1 listopada 1926 r., a 27 listopada 1965 r. została zelektryfikowana. Stanowi łącznicę między linią kolejową Kielce – Fosowskie a linią kolejową Chorzów Batory – Tczew i umożliwia przejazd pociągów z/do Częstochowy w/z kierunku Wielunia.